# China Miéville

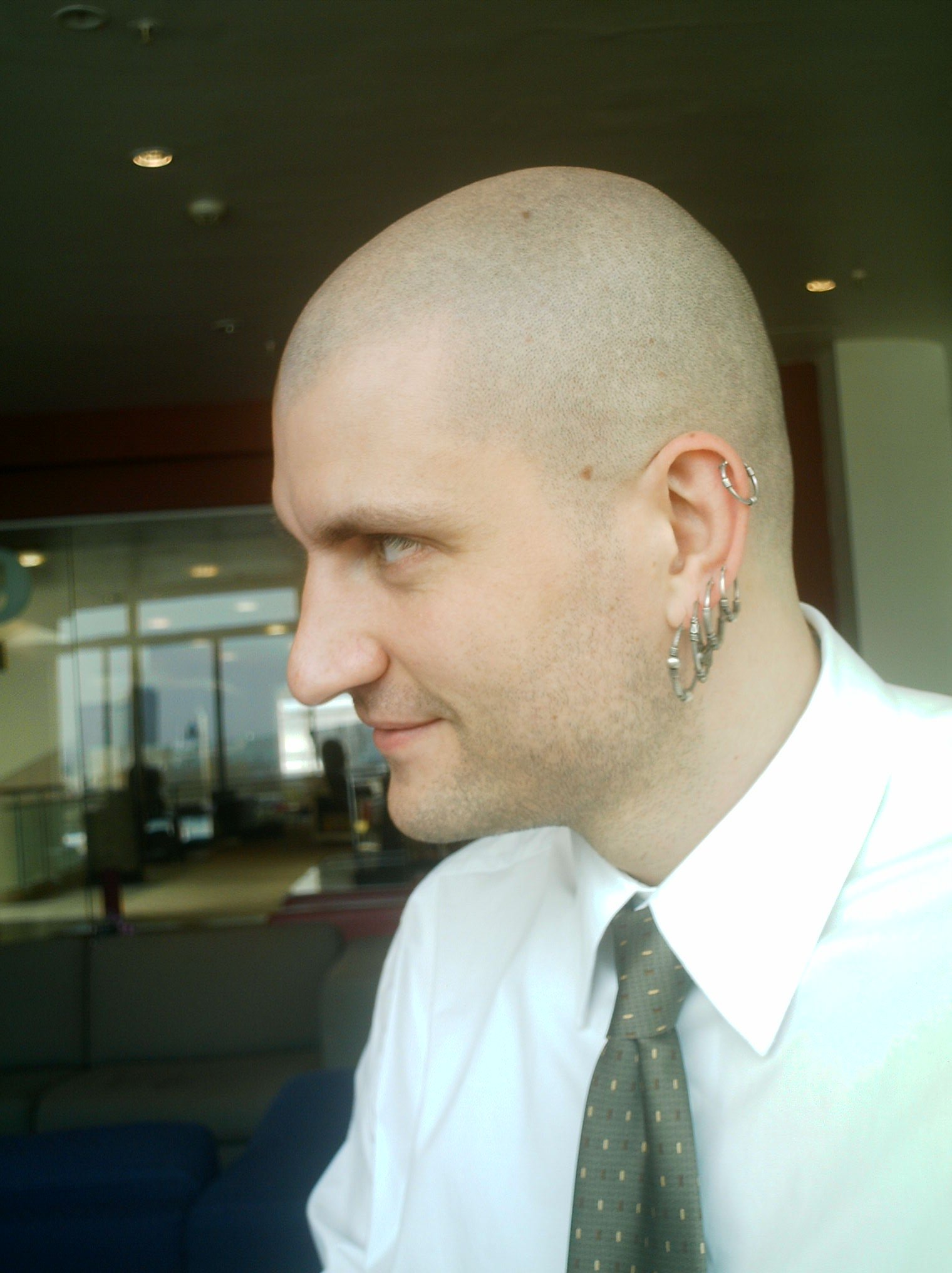
China Miéville.

China Tom Miéville, född 6 september 1972 i Norwich,  är en brittisk författare. Han har bott största delen av sitt liv i London. Miéville är uttalad socialist och medlem i Socialist Workers Party. Han fick namnet China av sina föräldrar som letade i ett uppslagsverk efter ord som lät bra. Det var på vippen att han fick heta Banyan. Han undervisar i kreativt skrivande vid Warwick University.

## Utbildning
Mieville tillbringade två år på Oakham School, en sam- och friskola i den historiska köpstaden Oakham i Rutland. När han var arton år bodde han i Egypten och undervisade i engelska i ett år. Där utvecklade han ett intresse för arabisk kultur och mellanösternpolitik. Mieville studerade till en BA i socialantropologi vid Clare College, Cambridge, med examen 1994. Han fortsatte med en masterexamen i internationell politik vid London School of Economics och disputerade där 2001. Mieville har även haft ett Frank Knox-stipendium för att läsa vid Harvard University.  En bokversion av hans doktorsavhandling med titeln Between Equal Rights: A Marxist Theory of International Law, publicerades i Storbritannien 2005 av Brill i deras "Historisk materialism"-serie och i USA 2006 av Haymarket Books.

## Litterär karriär
Romanen Perdido Street Station vann Arthur C. Clarke-priset 2001 och Iron Council vann samma pris 2005. The Scar vann Brittiska Fantasypriset (British Fantasy Award) 2003. År 2010 vann han Hugopriset för bästa roman med The City & The City. Miéville har också varit nominerad till Nebulapriset.

### Romaner
- King Rat (1998)
- Perdido Street Station (2000)
- The Scar (2002)
- Iron Council (2004)
- Un Lun Dun (2007)
- The City & The City (2009) (på svenska som Staden & staden, 2019)
- Kraken (2010)
- Embassytown (2011)
- Railsea (2012)

### Kortromaner
- The Tain (2002) (inkluderad i Looking for Jake)
- This Census-Taker (2016)
- The Last Days of New Paris (2016)

### Novellsamlingar
- Looking for Jake (2005)
- The Apology Chapbook (2013)
- Three Moments of an Explosion: Stories (2015)

### Facklitteratur
- Between Equal Rights: A Marxist Theory of International Law (2005)
- October: The Story of the Russian Revolution (2017)